# Frank Wynne
Frank Wynne (nacido en 1962) es un traductor literario irlandés y escritor.
Nacido en el Condado de Sligo, Irlanda,  trabajó como editor de cómics en Fleetway y luego en Deadline Magazine. Trabajó durante un tiempo para AOL antes de convertirse en un traductor literario. Ha traducido obras de muchos autores incluyendo Michel Houellebecq, Boualem Sansal, Frédéric Beigbeder, al novelista marfileño Ahmadou Kourouma y al colombiano Andrés Caicedo. Conjuntamente ganó el Premio Literario Internacional IMPAC de Dublín por Atomised, su traducción de Les Particules élémentairesde Michel Houellebecq. Su traducción de Frédéric Beigbederde Windows on the World, una novela situada en las torres gemelas del World Trade Center de Nueva York durante los atentados del 11 de septiembre de 2001, ganó el Premio Independiente de Ficción Extranjera de 2005. Ha ganado también el Premio de Traducción Scott Moncrieff de 2008 por traducción desde el francés y en 2012 el premio Premio Valle Inclán por traducción desde el español.
Su libro, Yo era Vermeer, una biografía de Han van Meegeren fue publicada por Bloomsbury en agosto de 2006 y radializado por la BBC 4 en la sección "Libro de la Semana" (leída por Anton Menor) ese mismo mes.

## Traducciones seleccionadas
- Atomised de Michel Houellebecq
- Platform de Michel Houellebecq (adaptada por Carnal Acts para el Instituto de Artes Contemporáneas (ICA))
- Lanzarote de Michel Houellebecq
- The Patagonian Hare : A Memoir de Claude Lanzmann
- An Unfinished Business (publicado en los Estados Unidos como The German Mudjahid) de Boualem Sansal
- The Frozen Heart de Almudena Grandes
- The Blue Hour de Alonso Cueto
- What the Day Owes the Night de Yasmina Khadra
- Kamchatka de Marcelo Figueras
- Journey to the Centre of the Earth de Jules Verne
- Windows on the World de Frédéric Beigbeder
- Mammals de Pierre Mérot
- Waiting for the Wild Beasts to Vote de Ahmadou Kourouma
- Allah is Not Obliged de Ahmadou Kourouma
- The Little Book of Philosophy de André Comte-Sponville
- Working Knowledge de Petr Král
- Forever Nude de Guy Goffette
- Banquet of Lies de Amin Zaoui
- Somewhere in a Desert de Dominique Sigaud (Libro notable según New York Times)
- In the Beginning Was the Sea de Tomás González
- Liveforever de Andrés Caicedo

## Premios
- 2015: Ganador del CWA International Dagger por la traducción de Camille de Pierre Lemaitre[1]
- 2014: Ganador del CWA International Dagger por la traducción de The Siege de Arturo Pérez-Reverte[2]
- 2014: Ganador del Premio Valle-Inclán por la traducción de The Blue Hour de Alonso Cueto[3]
- 2013: Ganador de Junta del CWA International Dagger por la traducción de Alex de Pierre Lemaitre
- 2012: Ganador del Premio Valle-Inclán por la traducción de Kamchatka de Marcelo Figueras[3]
- 2008: Ganador del Premio Scott Moncrieff por la traducción de Holiday in a Coma and Love Lasts Three Years de Frédéric Beigbeder[4]
- 2005: Ganador del Premio Independiente de Ficción Extranjera por Windows on the World de Frédéric Beigbeger
- 2002: Ganador del Premio Literario Internacional IMPAC de Dublín por Atomised' de Michel Houellebecq